# 古川警察署
古川警察署（ふるかわけいさつしょ）は、宮城県警察が管轄する警察署のひとつである。

## 管轄区域
- 大崎市東部（旧古川市、旧志田郡三本木町、旧鹿島台町、旧松山町及び旧遠田郡田尻町の区域）

## 所在地
- 宮城県大崎市古川大宮1丁目1番17号

## 沿革
- 1875年 - 第二出張所第四大区として発足。
- 1877年 - 古川警察署となる。
- 2006年 - 旧小牛田警察署が担当してきた旧田尻町が管轄に加わる。
- 2023年4月1日 - 敷玉駐在所が廃止され古川駅前交番敷玉連絡所となる。[1]

## 内部組織
- 会計課
  - 会計係

- 警務課
  - 警務係
  - 相談係
  - 被害者支援係

- 留置管理課
  - 留置管理係

- 生活安全課
  - 生活安全係
  - 営業保安係
  - 少年・生活安全捜査係

- 地域課
  - 地域係
  - 自動車警ら係

- 刑事課
  - 捜査庶務係
  - 捜査第一係
  - 捜査第二係
  - 鑑識係

- 交通課
  - 交通指導係
  - 交通事故捜査係

- 警備課
  - 警備係

## 交番
- 古川西交番（西古川、志田、東大崎、高倉の各駐在所を統合） - 大崎市古川飯川字熊野3番地
- 三本木交番 - 大崎市三本木蟻ヶ袋字混内山1番地7
- 鹿島台交番 - 大崎市鹿島台平渡字上戸12番地4
- 古川駅前交番 - 大崎市古川駅前大通2丁目6番13号

## 駐在所
- 宮沢駐在所 - 大崎市古川宮沢字弁天前30番地
- 清滝駐在所 - 大崎市古川清水沢字長泥10番地1
- 長岡駐在所 - 大崎市古川荒谷字本町東140番地2
- 松山駐在所 - 大崎市松山千石字南亀田226番地
- 富永駐在所 - 大崎市古川富長字山王49番地1
- 田尻駅前駐在所 - 大崎市田尻沼部字富岡浦6番地3
- 大貫駐在所 - 大崎市田尻大貫字上曲田50番地7

## 連絡所
- 古川駅前交番敷玉連絡所 - 大崎市古川石森字天王山2番地5
- 古川西交番西古川連絡所 - 大崎市古川新堀字旭町52番地